# Valeros
Valeros es una entidad de población española del municipio de Gajates, perteneciente a la provincia de Salamanca, en la comunidad autónoma de Castilla y León.

## Historia
Hacia mediados del siglo XIX, el lugar, ya por entonces perteneciente a Gajates, estaba despoblado. Aparece descrito en el decimoquinto volumen del Diccionario geográfico-estadístico-histórico de España y sus posesiones de Ultramar de Pascual Madoz con las siguientes palabras:

VALEROS: desp. en la prov. de Salamanca, part. jud. de Alba de Tormes, térm. municipal de Gajates.
(Madoz, 1849, p. 456)

En 2023, la entidad singular de población tenía empadronados cuatro habitantes.